# Glyptopimpla anooshkae
Glyptopimpla anooshkae là một loài tò vò trong họ Ichneumonidae.